# 新潟県道368号青海水崎線
新潟県道368号青海水崎線（にいがたけんどう368ごう おうみみっさきせん）は、新潟県の糸魚川市内を通る一般県道である。

## 概要
- 起点：新潟県糸魚川市大字須沢2118番地（＝姫川大橋交差点、国道8号交点）
- 終点：新潟県糸魚川市大字頭山1294番1（＝今井橋西詰、新潟県道222号西中糸魚川線交点）

糸魚川市内を南北に流れる一級河川姫川左岸の今井地区と同市青海地域の各集落を姫川の堤防に沿って結ぶ。

## 路線状況
全区間、アスファルトによる高級舗装が施されている。
また、重複区間を除く全区間、規格改良済である。車道の幅員は5.5m未満の区間が長く（0.6796km＝679.6m）、重複区間を除く全体の約69.8%を占める。歩道は全く設置されていない。
終点付近に架かる今井橋（新潟県道222号西中糸魚川線）を経て、国道148号と接続している。これにより、当県道が糸魚川市中心部を南北に縦貫する国道148号を避けて国道8号とを結んでいることから、トラックなどの大型車両の往来が多い。

## 地理

### 通過する自治体
- 新潟県
糸魚川市

### 交差する道路
- 国道8号（新潟県糸魚川市須沢・姫川大橋交差点：起点）
- 新潟県道222号西中糸魚川線（糸魚川市頭山・今井橋西詰：終点）

### 沿線
- 姫川
- えちごトキめき鉄道 姫川橋梁
- 北陸自動車道 岩木トンネル 姫川橋
- 東京発電 姫川第七発電所